# Rainer Klug

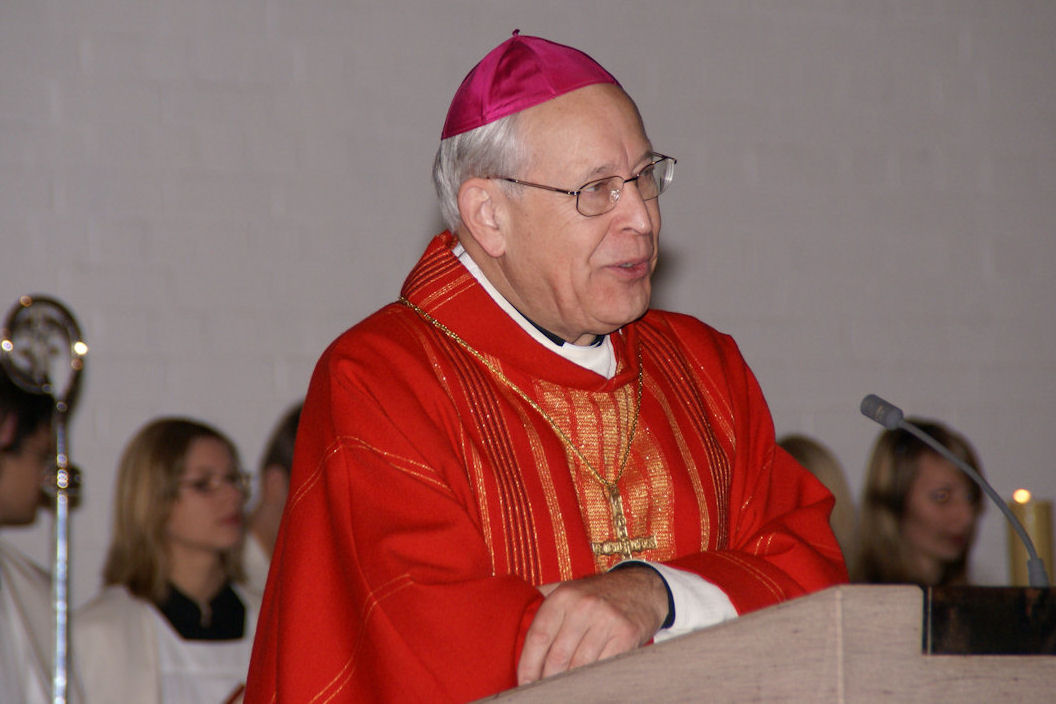
Weihbischof Rainer Klug (2008)

Wappen von Rainer Klug

Rainer Klug (* 13. Dezember 1938 in Konstanz) ist deutscher römisch-katholischer Geistlicher und emeritierter Weihbischof im Erzbistum Freiburg.

## Leben
Klug studierte von 1964 bis 1968 Philosophie und Katholische Theologie an der Albert-Ludwigs-Universität Freiburg und der Julius-Maximilians-Universität Würzburg. 1969 empfing er die Priesterweihe. Von 1972 bis 1981 war als Diözesanjugendseelsorger tätig. 1981 wurde er Gemeindepfarrer der Gemeinde St. Peter und Paul in Karlsruhe-Durlach (1981–1992) und zugleich von 1981 bis 1986 Polizeiseelsorger an der Landespolizeischule Karlsruhe. Von 1992 bis 2000 war er als Regionaldekan der Region Mittlerer Oberrhein-Pforzheim eingesetzt und zugleich Pfarradministrator der Gemeinde St. Franziskus in Karlsruhe.
Klug wurde am 23. Mai 2000 von Papst Johannes Paul II. zum Titularbischof von Ala Miliaria ernannt und zum Weihbischof in der Erzdiözese Freiburg bestellt. Am 29. Juni 2000 empfing er die Bischofsweihe von Erzbischof  Oskar Saier. Mitkonsekratoren waren der Erzbischof von Straßburg, Joseph Doré, und Weihbischof Paul Wehrle. Klugs Wahlspruch ist Spiritu ambulate („Im Geist geht den Weg“). 
Seit 2001 war er zudem Bischofsvikar für das Ordenswesen und zuständig für die Ausländerseelsorge. Außerdem ist er Mitglied in der Liturgiekommission sowie der Kommission für Erziehung und Schule der Deutschen Bischofskonferenz.
Am 21. November 2013 nahm Papst Franziskus seinen altersbedingten Rücktritt an.